# As Nossas Canções
As Nossas Canções é uma coletânea da artista musical brasileira Ivete Sangalo, lançada no formato físico e digital no dia 17 de setembro de 2013 pela Universal Music. O álbum segue no mesmo estilo das outras duas coletâneas de baladas lançadas pela cantora, trazendo uma compilação dos seus maiores hits românticos, trazendo em destaque duas canções inéditas "Amor em Paz", tema da novela Amor à Vida, e "Não Me Compares", dueto de Ivete com Alejandro Sanz.

## Informações
"As Nossas Canções" se tornou a décima primeira coletânea da carreira de Ivete a ser lançada, sendo que das 11, duas foram lançadas apenas no formato digital, através da iTunes Store. "As Nossas Canções" é também a terceira coletânea de baladas da carreira de Ivete a ser lançada - a primeira sendo "Se Eu Não Te Amasse Tanto Assim", lançada em 2002, e a segunda Baladas de Ivete, lançada em 2012, mas que foi distribuída apenas no formato digital. Com isso, a coletânea se tornou a segunda compilação de baladas de Ivete a ser comercializada em todos os formatos.

### Canções
"As Nossas Canções" traz como principal atrativo, duas canções que nunca foram comercializadas em nenhum CD de Ivete: "Amor em Paz", que faz parte da trilha sonora da novela Amor à Vida, e "Não Me Compares", dueto com Alejandro Sanz, que fez parte da versão brasileira do álbum de Sanz, "La Música No Se Toca", e também da trilha sonora da novela Salve Jorge.
O álbum também traz duas canções com os cantores Caetano Veloso e Gilberto Gil, que fazem parte do álbum Ivete, Gil e Caetano (2012), "Atrás da Porta" e "O Meu Amor". De resto, a coletânea pega carona na tracklist de sua última coletânea de baladas, Baladas de Ivete, trazendo mais uma vez as canções "Pensando em Nós Dois", dueto com Seu Jorge, "Teus Olhos", dueto com Marcelo Camelo, "Quando a Chuva Passar", "Deixo", e as regravações "Eu Nunca Amei Alguém Como Eu Te Amei", "Retratos e Canções" e "Eu Sei Que Vou Te Amar".

## Lista de faixas
| N.º | Título                                                                   | Duração |  |
| 1.  | "Amor em Paz"                                                            | 3:15    |  |
| 2.  | "Não Me Compares" (dueto com Alejandro Sanz)                             | 5:05    |  |
| 3.  | "Pensando em Nós Dois" (com a participação de Seu Jorge)                 | 4:43    |  |
| 4.  | "Eu Nunca Amei Alguém como Te Amei" (Eduardo Lages, Paulo Sérgio Valle)  | 4:33    |  |
| 5.  | "No Brilho Desse Olhar" (Dan Kambaiah, Davi Salles)                      | 3:27    |  |
| 6.  | "Deixo" (Ao Vivo)                                                        | 5:58    |  |
| 7.  | "Quando a Chuva Passar"                                                  | 4:06    |  |
| 8.  | "Agora Eu Já Sei" (Ivete Sangalo)                                        | 4:38    |  |
| 9.  | "Atrás da Porta" (com as participações de Caetano Veloso e Gilberto Gil) | 4:29    |  |
| 10. | "Me Levem Embora"                                                        | 3:07    |  |
| 11. | "Coleção" (Ao Vivo)                                                      | 4:03    |  |
| 12. | "Teus Olhos" (com a participação de Marcelo Camelo)                      | 3:57    |  |
| 13. | "Easy" (Ao Vivo no Madison Square Garden)                                | 3:55    |  |
| 14. | "O Meu Amor" (com as participações de Caetano Veloso e Gilberto Gil)     | 3:11    |  |
| 15. | "Retratos e Canções"                                                     | 3:45    |  |
| 16. | "Eu Sei que Vou te Amar"                                                 | 2:28    |  |

Informações sobre a tracklist, compositores e duração das canções extraídas e adaptas do site Allmusic. 

## Histórico de Lançamento
| País   | Data                   | Formatos            | Gravadora       |
| ------ | ---------------------- | ------------------- | --------------- |
| Brasil | 17 de setembro de 2013 | CD download digital | Universal Music |